# Henry Gunderson
Henry A. Gunderson (* 20. Juni 1878 im Columbia County, Wisconsin; † 1940) war ein US-amerikanischer Politiker. Im Jahr 1937 war er Vizegouverneur des Bundesstaates Wisconsin.

## Werdegang
Im Jahr 1900 absolvierte Henry Gunderson die University of Wisconsin in Madison. Nach einem anschließenden Jurastudium an der Columbia University und seiner 1903 erfolgten Zulassung als Rechtsanwalt begann er ab 1904 in Portage in diesem Beruf zu arbeiten. Außerdem war er mehrere Amtszeiten lang Bezirksstaatsanwalt im Columbia County. Zwischenzeitlich war er auch als Milchfarmer tätig. Politisch wurde er zunächst Mitglied der Republikanischen Partei. Im Juni 1924 nahm er als Delegierter an der Republican National Convention in Cleveland teil, auf der Präsident Calvin Coolidge zur Wiederwahl nominiert wurde. Später wechselte Gunderson zur Wisconsin Progressive Party, die 1934 durch eine Abspaltung von der Republikanischen Partei entstand.
1936 wurde er an der Seite von Philip La Follette zum Vizegouverneur von Wisconsin gewählt. Dieses Amt bekleidete er zwischen Januar 1937 und seinem Rücktritt am 16. Oktober desselben Jahres. Dabei war er Stellvertreter des Gouverneurs und Vorsitzender des Staatssenats. Sein Rücktritt erfolgte nach seiner Berufung in die Steuerkommission seines Staates. Dort verblieb er bis zu deren Auflösung im Jahr 1939. Henry Gunderson starb ein Jahr später an einem Herzanfall.